# František Vavříček
František Xaver Vavříček (25. října 1913, Čtyři Dvory – 25. ledna 1995) byl moravský římskokatolický kněz, dlouholetý farář v Jedovnicích a papežský kaplan.

## Život
Byl nejmladší ze tří sourozenců, nejstarší Josef měl pět dcer a sestra Františka ovdověla poměrně mladá. Svá středoškolská studia absolvoval v Brně jako chovanec tamního Petrina a roku 1934 vstoupil do brněnského kněžského semináře. Po kněžském svěcení, které přijal 5. července 1939 v Brně, působil jako kaplan nejprve ve Ždánicích, následně v Tvrdonicích a od roku 1941 v Blížkovicích. Později se stal farářem v Krásném a v červnu 1947 byl přeložen do Jedovnic, kde zůstal až do své smrti. Po únoru 1948 se aktivně neúčastnil prokomunistických akcí, při nedostatku pracovních sil v zemědělství však neváhal vypomáhat v místním JZD.
Během svého jedovnického působení nechal nejprve opravit faru a farní kostel sv. Petra a Pavla, jehož interiér nechal v roce 1963 po dohodě a ve spolupráci s brněnskými památkáři Milošem Stehlíkem a Jiřím Kuběnou moderně upravit, roku 1966 dal podstatně rozšířit kapli Nejsvětějšího Srdce Páně v Kotvrdovicích a nakonec inicioval výstavbu kostela sv. Josefa v Senetářově, který byl postaven v letech 1969–1971 jako jeden z mála kostelů vybudovaných v Československu během komunistického režimu. Působil také jako děkan blanenského děkanátu a arcikněz boskovického arcikněžství, kolem roku 1980 se stal rovněž administrátorem excurrendo v Ostrově u Macochy. Dne 15. listopadu 1992 jej papež Jan Pavel II. jmenoval kaplanem Jeho Svatosti. 
Ve stáří, kdy dožíval v domku v Jedovnicích v ulici Za kostelem, postihla Františka Vavříčka cévní mozková příhoda. Jeho hrob se nachází na hřbitově v Jedovnicích u apsidy kostela.